# Nacionalno prvenstvo ZDA 1943
Nacionalno prvenstvo ZDA 1943 v tenisu.

## Moški posamično
Joseph R. Hunt :  Jack Kramer  6-3 6-8 10-8 6-0

## Ženske posamično
Pauline Betz Addie :  Louise Brough Clapp  6-3, 5-7, 6-3

## Moške dvojice
Jack Kramer /  Frank Parker :  Bill Talbert /  David Freeman 6–2, 6–4, 6–4

## Ženske dvojice
Louise Brough /  Margaret Osborne :  Pauline Betz /  Doris Hart 6–4, 6–3

## Mešane dvojice
Margaret Osborne /   Bill Talbert :  Pauline Betz /  Pancho Segura 10–8, 6–4